# Битва при Арита-Накаидэ
Битва при Арита-Накаидэ (яп. 有田中井手の戦い арита накаиде но татакаи) — битва, которая состоялась 22 октября 1517 года вблизи замка Арита в провинции Аки (совр. префектура Хиросима) между коалиционными войсками рода Мори и роду Киккава под командованием Мори Мотонари с одной стороны, и силами рода Такэда под командованием Такэды Мотосигэ с другой. Для Мори Мотонари это была первая битва в его жизни. Он перехитрил численно преобладающего врага и получил голову Такэды.
Битву при Арита-Накаидэ иногда называют «Окэхадзама Западной Японии».